# راي إيفرت
راي إيفرت (بالإنجليزية: Ray Everett)‏ هو محامي أمريكي، ولد في 1969 في فلوريدا في الولايات المتحدة.